# Liste der Biografien/Conv
Liste der Biografien |
Portal Biografien |
Personensuche
# |
A |
B |
C |
D |
E |
F |
G |
H |
I |
J |
K |
L |
M |
N |
O |
P |
Q |
R |
S |
T |
U |
V |
W |
X |
Y |
Z |
?
 
Ca |
Cb |
Cc |
Ce |
Ch |
Ci |
Cj |
Ck |
Cl |
Cm |
Cn |
Co |
Cr |
Cs |
Ct |
Cu |
Cv |
Cw |
Cy |
Cz
 
Coa–Cod |
Coe–Cok |
Col |
Com |
Con |
Coo–Coq |
Cor |
Cos |
Cot |
Cou |
Cov |
Cow |
Cox |
Coy |
Coz
 
Cona |
Conb |
Conc |
Cond |
Cone |
Conf |
Cong |
Conh |
Coni |
Conj |
Conk |
Conl |
Conn |
Cono |
Conq |
Conr |
Cons |
Cont |
Conu |
Conv |
Conw |
Cony |
Conz
Die Liste der Biografien führt alle Personen auf, die in der deutschsprachigen Wikipedia einen Artikel haben. Dieses ist eine Teilliste mit 19 Einträgen von Personen, deren Namen mit den Buchstaben „Conv“ beginnt.

## Conv

### Conva
- Convard, Alain (1947–1974), französischer Bogenschütze

### Conve
- Convenevole da Prato († 1338), italienischer Notar, Gesandter und Pädagoge
- Convents, Walter (* 1948), deutscher Fechter, deutscher Meister und Olympiateilnehmer
- Converse, Charles C. (1832–1918), US-amerikanischer Rechtsanwalt, Komponist von Kirchenliedern im Stil des White Gospel
- Converse, Connie (* 1924), US-amerikanische Singer-Songwriterin und Autorin
- Converse, Frank (* 1938), US-amerikanischer Schauspieler
- Converse, Frederick Shepherd (1871–1940), US-amerikanischer Komponist und Hochschullehrer
- Converse, George L. (1827–1897), US-amerikanischer Politiker
- Converse, Julius (1798–1885), US-amerikanischer Politiker
- Converse, Philip E. (1928–2014), amerikanischer Soziologe und Wahlforscher
- Conversi, Fabio (* 1950), italienischer Kameramann und Filmproduzent
- Conversi, Spartaco (1916–1989), italienischer Schauspieler
- Convertino, Michael (* 1953), US-amerikanischer Komponist, Musiker und Sänger
- Convery, Alex (* 1992), US-amerikanischer Drehbuchautor
- Convery, Christian (* 2009), kanadischer Schauspieler
- Convey, Bobby (* 1983), US-amerikanischer Fußballspieler
- Convey, Sylvia (* 1948), lettisch-australische Künstlerin der Outsider Art

### Convi
- Convit, Jacinto (1913–2014), venezolanischer Arzt und Wissenschaftler

### Convo
- Convocar, Romeo Duetao (* 1970), philippinischer römisch-katholischer Geistlicher, Bischof von Chalan Kanoa